# Еміль Ґаборіо
Еміль Ґаборіо (фр. Émile Gaboriau; 9 листопада 1832, Сожон, Приморська Шаранта — 1 листопада 1873, Париж) — французький письменник та журналіст, один із засновників детективного жанру.

## Життєпис
Еміль Ґаборіо народився 9 листопада 1832 року в місті Сожон. Батько письменника був звичайним держслужбовцем. Після навчання в середній школі у Сомюрі, юний Ґаборіо вступив на військову службу. Еміль Габоріо служив спочатку волонтером в кавалерійському полку, потім, мабуть, під впливом батька зайнявся юриспруденцією та отримав місце в експортній конторі.
Після переїзду в Париж у 1856 році Ґаборіо працював журналістом. У 1860 опублікував свою першу книгу «Знамениті балерини» («Les cotillons célèbres»), в 1863 вийшли «Обожнювані акторки» («Les comédiennes adorées»). Книга не мала успіху у читачів, але Ґаборіо не сумував і перейшов до іншого жанру. 
У цей час Ґаборіо працює секретарем у Поля Феваля, відомого автора кримінальних оповідань. Він, а ще пригодницькі книги Едгара По і Олександра Дюма справили на Еміля враження, і письменник вибирає стезю автора детективних романыв. 
У 1866 році вийшла перша книга Ґаборіо в цьому жанрі — «Справа Леруж» (L'Affaire Lerouge), опублікована у «Paÿs», мала величезний успіх та викликала жвавий відгук у суспільстві. Прототипом головного героя роману поліцейського Лекока була реальна людина — Франсуа Відок, що промишляв крадіжками, але згодом перейшов на бік закону. Після себе Відок залишив мемуари, якими і зацікавився Ґаборіо.
Потім були — «Злочин в Орсівале», «Справа під № 113», «Золота шайка», які принесли автору популярність. Ґаборіо також чимало зробив для популяризації детективної комедії. Такі майстри детективів, як Стівенсон та Конан Дойл, у своїй творчості наслідували Ґаборіо. Учні переросли свого вчителя, і незабаром герой Конан Дойля Шерлок Холмс відтіснив Лекока на другий план. 
Ґаборіо був надзвичайно популярний у XIX столітті, ого твори починаючи з 1914 року неодноразово екранізувалися. Проте після появи в літературі Артура Конан Дойля, Ґаборіо відійшов на другий план. 
Через напружене інтелектуальне життя і тривалу хворобу здоров'я Ґаборіо було підірвано. Помер Еміль Ґаборіо від інфаркту 28 вересня 1873 року в Парижі у віці 40 років.